# إنجولفونيات
الإنجولفونيات (الاسم العلمي: Ingolfiellidea) هي رتيبة من المفصليات تتبع طائفة اللينات الدرقة من شعبة المفصليات الأرجل.

## التصنيف
- رتبة الإنجولفيات (Ingolfiellida)
  - رتيبة الإنجولفونيات
    - دون رتبة الإنجولفوناوات أو إنجولفيات الشكل (Ingolfiellidamorpha)
      - الرتبة الصغيرة الإنجولفوسات (Ingolfiellidira)
        - فوق فصيلة الإنجولفينات (Ingolfielloidea)
          - فصيلة الإنجولفات
            - جنس الإنجولفة